# 神津藤平

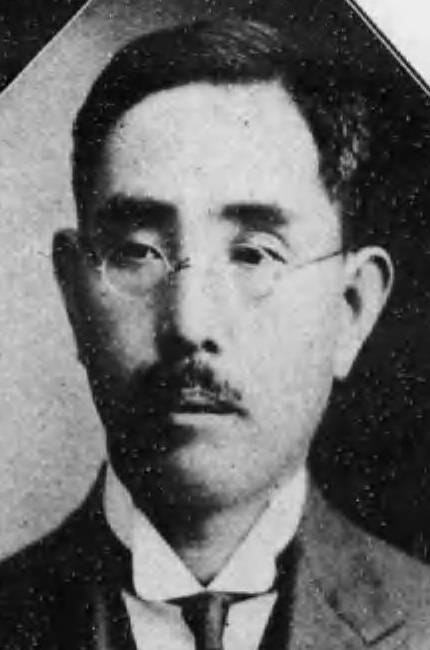
神津藤平（1916年）

神津 藤平（こうづ とうへい、1872年1月15日〈明治4年12月6日〉 - 1960年〈昭和35年〉10月11日）は、明治末期から昭和にかけて活動した日本の実業家である。長野県北佐久郡志賀村（現・佐久市）の豪農神津家の一族に生まれ、志賀村長や長野県会議員、六十三銀行（八十二銀行の前身）常務取締役を務めたのち1920年（大正9年）に河東鉄道、後の長野電鉄の初代社長に就任。以後40年にわたり長野電鉄社長を務め、その間志賀高原開発を主導した。
弟は地質学者の神津俶祐。孫に第80代内閣総理大臣の羽田孜がいる。

## 経歴

### 北佐久の実業家
明治4年12月6日（新暦：1872年1月15日）、神津清三郎の次男として生まれた。出身地は長野県北佐久郡志賀村（現・佐久市）。神津家の一族は志賀村で南北朝時代より続くとされる旧家・豪農で、当主が代々「九郎兵衛」を襲名する宗家（通称「黒壁家」）と17世紀後半に分かれた分家「赤壁家」という2つの系統がある。神津藤平の家はこのうち「赤壁家」から出た分家にあたる。祖父は神津孝太郎（1820 - 1847年）といい、村に朝鮮人参栽培を導入した人物である。
志賀村や岩村田の学校で学んだのち東京に出て福澤諭吉の慶應義塾に入った。神津一族には宗家19代の弟国助が1874年（明治7年）に入学して以来、慶應義塾で学ぶ者が多かった。1896年（明治29年）に卒業し、一旦東京電灯に入社するが、両親が死去し兄も病弱なため帰郷。1897年（明治30年）5月に家を継いだ。当初は家業である人参栽培や、父が起こした金融業（神津合名会社）・醤油醸造（野沢醤油）に従事。1899年（明治32年）7月、南佐久郡野沢町に本店、志賀村に支店を構える野沢貯蓄銀行が設立されると取締役の一人となった（頭取は神津善之助）。1902年（明治35年）12月に同じく野沢町に本店、志賀村に支店を構える志賀銀行が設立した際にも神津善之助らと取締役に選ばれている。
事業に携わる一方で村政・県政にも参画した。議員歴は1901年（明治34年）4月志賀村の村会議員に推されたことに始まる。次いで1907年（明治30年）9月の長野県会議員選挙に北佐久郡から中立（無所属）で出馬して県会議員に当選した。県会議員の在任は1期4年間であった。さらに1912年（明治45年）から1913年（大正2年）11月にかけて第14代の志賀村長も務めている。その後は政界には関係せず実業界に専念した。北佐久郡における活動は、上記のほかに日露戦争期の北佐久産牛馬組合長就任と馬政局国立長野種馬所（1907年設置、現・家畜改良センター茨城牧場長野支場）誘致、薬用人参同業組合の結成、中軽井沢でのカラマツ植林がある。
1912年（大正元年）11月、長野電灯の取締役に選出された。同社は長野市所在の電力会社であるが、1911年に北佐久郡岩村田町に佐久支社を設置して長野県佐久地方にも進出していた。次いで1914年（大正3年）1月、長野市にある長野商業銀行の取締役にも選ばれた。長野商業銀行は西沢喜太郎が頭取を務める銀行で、長野市と松本市が地盤であった。同年5月、長野商業銀行は県下の有力銀行である六十三銀行（本店長野市、八十二銀行の前身）に合併される。この合併で神津は六十三銀行取締役へと転じた。
六十三銀行では1914年7月20日付で常務取締役に昇格し、以後1918年（大正7年）1月20日まで在職した。当時の頭取飯島正治に請われたことによる常務就任であるが、その飯島と事業に関し意見が一致しなかったことによる辞任であった。常務退任後も取締役には留任したものの、翌1919年（大正8年）7月これも退任した。六十三銀行から退いた直後には志賀銀行（1919年初頭時点では頭取神津猛・常務神津藤平）を長野市へ進出させて六十三銀行に対抗している。また六十三銀行時代の1917年（大正6年）8月、長野電灯関係者や鈴木三郎助（味の素創業者）らが千曲川開発のための発電会社東信電気を起業すると、神津は監査役として同社に加わった。

### 長野電鉄社長就任

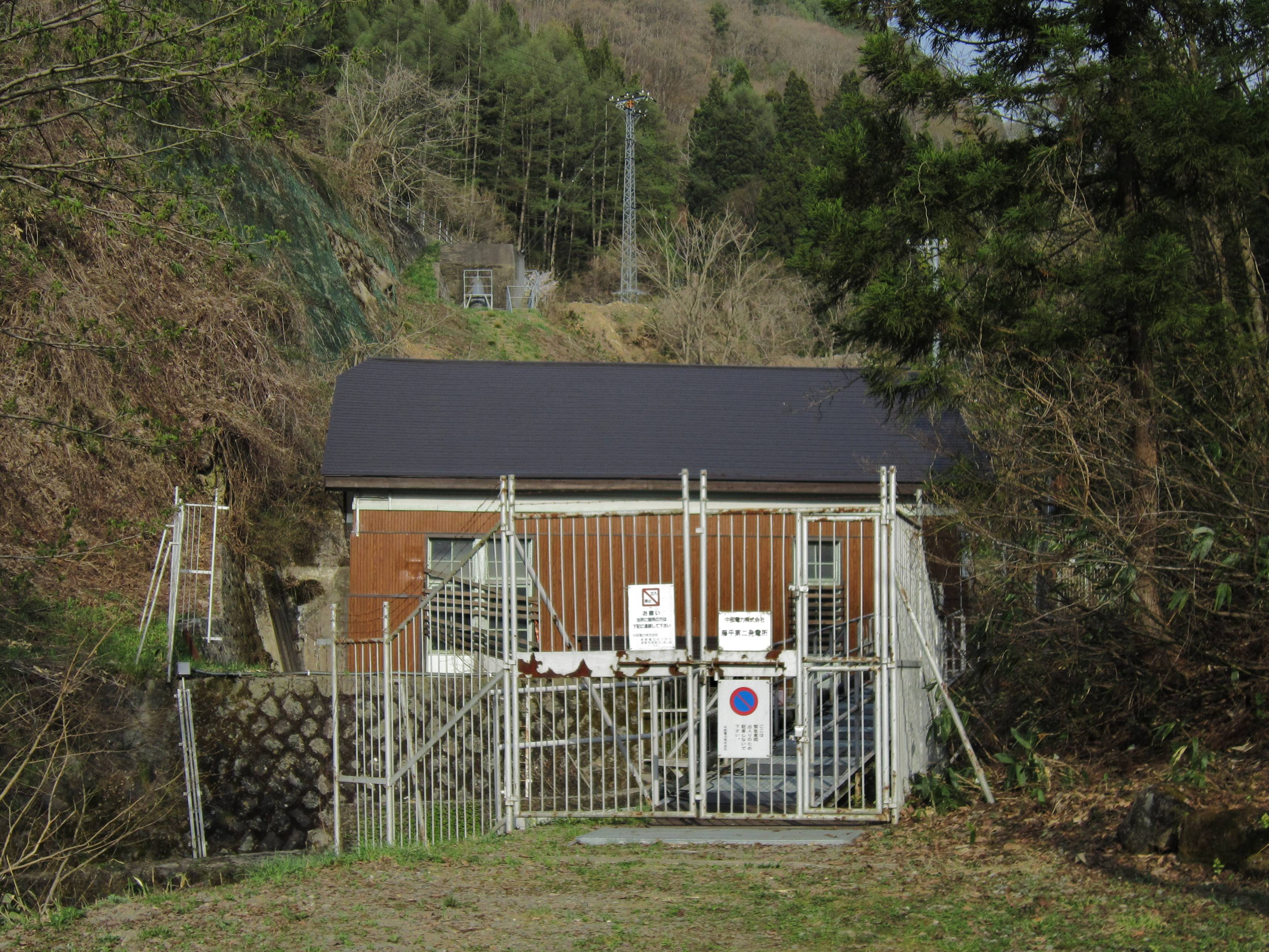
藤平の名を冠する中部電力藤平第二発電所（2010年）
樽川にある中部電力藤平第一・第二両発電所は長野電鉄が建設した発電所で、1992年に中部電力が買収した際に神津藤平にちなんで「藤平」を冠する発電所名とした。

長野県北信地方のうち鉄道の便に恵まれなかった千曲川（信濃川）東岸地域、通称「河東地方」での鉄道新設を目指す動きは、第一次世界大戦勃発に伴う大戦景気期に大きく前進した。その担い手は佐久地方に路線を持つ佐久鉄道（路線は現・JR小海線にあたる）と河東地方の有志であり、鉄道建設に向けて共同で新会社を立ち上げる運びとなった。新会社設立にあたり、当時佐久鉄道で相談役であった神津藤平は創立委員長に推される。会社設立の手続きは好況を反映して株式の公募申し込みが殺到するなど順調に進んだが、創立総会を控えた1920年（大正9年）春に戦後恐慌が発生し、前途を危ぶまれる状況となった。しかしながら神津をはじめ創立委員は手続き続行を決断し、同年5月30日、河東鉄道株式会社の創立総会に漕ぎつけた。
河東鉄道は資本金500万円で発足。創立総会では神津や佐久鉄道社長の大井富太、同社常務の木内吾市らが取締役に選出され、その中から代表取締役社長に神津、常務に木内がそれぞれ選任された。この河東鉄道就任が神津にとって佐久地方の実業家から北信地方の実業家に躍進し、その手腕と徳望を認められる契機となった評される。設立から2年後の1922年（大正11年）6月、河東鉄道は信越本線屋代駅（現・しなの鉄道屋代駅）から松代を経て須坂へと至る区間を開通させ、営業を開始した。翌1923年（大正12年）には須坂から先信州中野まで到達、1925年（大正14年）には木島まで到達して全長50キロメートルの路線が完成した。
河東鉄道の路線建設が進む中、長野市内と須坂を直結する鉄道建設の構想についても前進があり、長野市長丸山弁三郎の依頼によって神津は新会社・長野電気鉄道株式会社の発起人総代を任された。神津は1923年11月25日、会社設立とともに代表取締役社長に就任し、河東鉄道・長野電気鉄道の社長を兼ねることとなった。長野電気鉄道設立を機に神津は河東鉄道についても電化を決定、信濃川水系の樽川に水利権を得て自社水力発電所を建設の上で1926年（大正15年）1月電化を完成させた。同年6月、長野電気鉄道が建設していた長野市内の権堂駅と須坂駅を結ぶ路線が開業。完成目前の段階から河東鉄道と長野電気鉄道の間では合併手続きが進行中であり、同年9月30日、河東鉄道が長野電気鉄道を吸収する形で長野電鉄株式会社が発足した。神津は長野電鉄でも引き続き代表取締役を務めている。
長野電鉄発足後も鉄道建設は続けられ、1927年（昭和2年）に信州中野駅から分岐し湯田中へと至る支線山ノ内線が完成、翌1928年（昭和3年）には長野市内を延伸して信越本線長野駅乗り入れを達成した。また長野電鉄が湯田中まで路線を建設したことで、鉄道に先駆けて湯田中・渋温泉への足として利用されていた乗合自動車（路線バス）との競合が発生した。そこで長野電鉄は無益な競争を避けるべく沿線最大手の事業者であった宇都宮信衛の個人事業を新設する子会社へと移すという措置を講じ、1927年7月長野温泉自動車を設立した。神津は同社でも社長に就任している。
長野電鉄関連以外では、1923年1月1日、志賀銀行と上田銀行の合併で中信銀行（本店上田市、頭取神津猛・副頭取滝沢助右衛門）が発足すると取締役に就いた。中信銀行は5年後の1928年5月に長野県内の中小銀行合同に参加して信濃銀行（2代目）となったが、神津は同社の役員にはなっていない。また1924年10月には東信電気で監査役から取締役へ転じた。東信電気取締役は以後1930年（昭和5年）9月まで在任した。

### 志賀高原開発

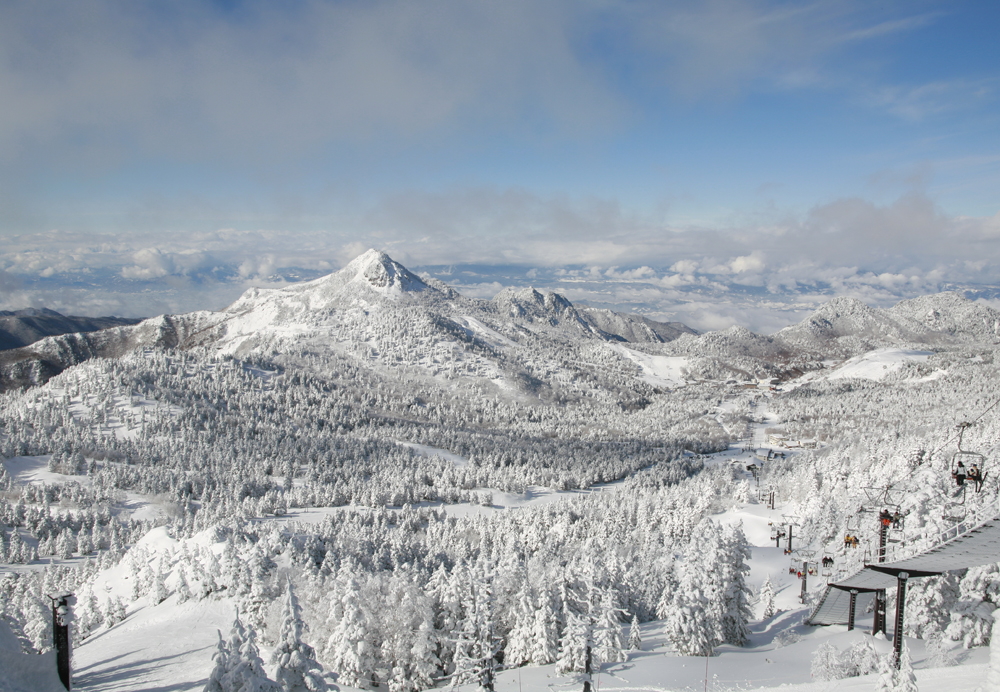
横手山より望む志賀高原

長野電鉄の特色ある事業に、沿線志賀高原における観光開発がある。開発の契機は、大正時代に発電事業の視察のため訪れた神津がその風致に魅せられたことにあるという。神津は観光開発にあたり、当時「沓野山」と呼ばれていた一帯を志賀山と自身の郷里志賀村（北佐久郡）にちなんで「志賀高原」と命名した。
長野電鉄が観光開発にあたり最初に建設した施設が湯田中温泉の遊園地である。この湯田中遊園地の成績は不振であったが、神津は観光開発を断念せず続いて上林温泉に着目、遊園地や温泉プール付きの直営ホテル「上林ホテル仙壽閣」を1928年に完成させた。上林では続いてホテル裏側一帯の上林スキー場を整備する。こうした施設の宣伝のため、神津は当時大倉喜八郎の招待で来日していたノルウェーのスキー選手ヘルゼット一行を1929年（昭和4年）2月志賀高原に招いた。ヘルゼット一行やそれに続く秩父宮雍仁親王夫妻・竹田宮恒徳王の訪問で志賀高原の知名度向上に成功した長野電鉄はその後志賀高原でのスキー場開発を本格化させていく。ただしこうした観光開発は、観光客が奪われることを危惧する湯田中渋温泉郷の旅館・商工会との対立を招き、日中戦争下の1938年（昭和13年）から翌年にかけて株主の一部に観光事業は本業からの逸脱であるとして神津を放逐する動きを生じさせた。
長野電鉄社外では、取締役を務める長野電灯が1937年（昭和12年）3月に信濃電気との合併により長野電気となると、その監査役に就任した。長野電気監査役には会社が解散する1942年（昭和17年）まで留任している。また1937年3月、長野市所在の商工会議所である長野商工会議所第10代会頭に就任した。太平洋戦争下の1943年（昭和18年）9月、県内商工会の再編によって新たに商工経済会法に基づく長野県商工経済会が発足すると、商工会議所会頭から商工経済会初代会頭へと転ずる。戦後の1946年（昭和21年）に再建された長野商工会議所では役員になっていない。
神津は太平洋戦争後も長野電鉄社長に引き続き在職した。長野電鉄は「上信越高原国立公園」の指定を機に志賀高原に加えて野沢温泉の観光開発を志し、1950年（昭和25年）8月に地元有志・諸団体を加えて野沢温泉観光株式会社を新設。同社を通じてプール付きの野沢温泉観光ホテルを運営した。神津はこの野沢温泉観光の社長にも就任している。長野電鉄は終戦後進駐軍に接収されていた志賀高原についても1952年（昭和27年）10月の接収解除を機に開発を再開、同年12月丸池スキーハウス（後の丸池観光ホテル）を完成させた。
神津は1960年（昭和35年）2月より病臥するようになり、同年10月11日、老衰のため長野市県町の自宅で死去した。88歳没。後任の長野電鉄社長には専務の田中勝経が昇格し、別途小坂武雄が会長に推された。

## 系譜
神津藤平は長野県北佐久郡志賀村の豪農一族の出身である。自身の家は代々「九郎兵衛」を襲名する宗家（通称「黒壁家」）から分かれた分家「赤壁家」のさらに分家にあたる。藤平と同時代の一族に、宗家を継いで神津牧場を創業した神津邦太郎、赤壁家当主で信濃銀行常務を務めた神津猛がいる。
藤平は神津清三郎の次男で、弟に地質学者で東北大学教授となった神津俶祐がいる。妹のうち英子（1887年生）は神津善之助の次男仁重郎に嫁いだ。藤平自身の子は二男五女。長男伊久蔵（1896年生）は志賀村長を務めた人物。次男の勤（1898年生）は長野温泉自動車の支配人を務め、さらに長野電鉄の常務取締役および専務取締役（1960 - 1967年在任）を務めた。女子のうち次女せつ（1907年生）は宮沢長治の長男憲衛に嫁ぎ、三女のとし子（1912年生）は東京朝日新聞政治部記者から衆議院議員となった羽田武嗣郎に嫁いだ。
羽田武嗣郎の長男で第80代内閣総理大臣の羽田孜は藤平の孫、孜の長男雄一郎と次男次郎は藤平の曽孫にあたる。

## 栄典
- 1944年（昭和19年） - 緑綬褒章（交通・畜産・植林の功労による）[6]
- 1953年（昭和28年） - 運輸大臣交通文化賞（第一回）[6]
- 1960年（昭和35年） - 長野市名誉市民[6]
- 1960年（昭和35年）4月1日 - 勲四等瑞宝章[46]
- 1960年（昭和35年）10月11日 - 従五位[47]